# Afzelia javanica
Afzelia javanica är en ärtväxtart som först beskrevs av Friedrich Anton Wilhelm Miquel, och fick sitt nu gällande namn av J.Leonard. Afzelia javanica ingår i släktet Afzelia och familjen ärtväxter. Inga underarter finns listade i Catalogue of Life.